# 小松正幸
小松 正幸（こまつ まさゆき、1941年8月6日 - ）は、日本の地質学者。前愛媛大学学長。専攻は岩石学、構造地質学。理学博士（北海道大学、1971年）。長野県諏訪郡下諏訪町出身。

## 略歴
- 1960年 3月 長野県諏訪清陵高等学校卒業
- 1965年 3月 北海道大学理学部地質学鉱物学科卒業
- 1970年12月 北海道大学大学院理学研究科地質学鉱物学専攻博士課程単位取得退学、新潟大学理学部助手
- 1971年 3月 北海道大学大学院を修了扱いとなり、理学博士号を贈られる。「日高帯超塩基性岩の岩石学的研究」
- 1973年 新潟県青海地域で、新鉱物青海石を発見・記載[1]
- 1987年 1月 愛媛大学理学部教授
- 1996年 4月 愛媛大学理学部長（2000年3月まで）
- 1997年 5月 愛媛大学学長特別補佐（1998年6月まで）
- 2000年 3月 愛媛大学学長特別補佐（3月31日まで）
- 2000年 4月 愛媛大学副学長（2003年2月まで）
- 2003年 3月 愛媛大学学長
- 2004年 4月 国立大学法人愛媛大学学長（2009年3月まで）
- 2009年 4月 愛媛大学名誉教授
- 2009年 4月 愛媛大学顧問（2010年3月まで）
- 2010年 4月 香川大学監事（2010年9月まで）
- 2010年11月11日 愛媛県知事選挙に無所属で立候補も落選

### 学外における役職
- 1998年 4月 日本地質学会会長（2002年9月まで）
- 2010年 6月 えひめ地域再生戦略研究会会長

### 表彰歴
- 1993年 日本地質学会賞

## 愛媛県知事選への出馬
2010年8月、小松が会長を務めるえひめ地域再生戦略研究会は、松山市が渇水対策として打ち出していた黒瀬ダム（西条市）からの「松山分水」について「分水は不要」と提言した。これに対し、分水を推進する松山市長の中村時広が反発。同年11月に行われる予定の愛媛県知事選挙で、中村は分水問題の争点化を避けて出馬を表明したが、小松は10月5日に「分水は不要」「大型公共事業は、これ以上やるべきでない」として出馬を表明した。しかし選挙では中村に敗れている。